# Rajsavac
Rajsavac is een plaats in de gemeente Jakšić in de Kroatische provincie Požega-Slavonië. De plaats telt 378 inwoners (2001).